# Assaad Rizk
Assaad Rizk est un homme politique et un chirurgien libanais.
Propriétaire et président directeur général de la Clinique Rizk, un important centre hospitalier de Beyrouth, il entre sur la scène politique en décembre 1976, au sein du gouvernement de Salim El-Hoss, sous la présidence d’Elias Sarkis. Entre 1976 et 1979 il occupe les portefeuilles de l’Éducation nationale, du Travail et des Affaires sociales, de l’Agriculture jusqu’en 1977, de l’Industrie et du Pétrole entre 1978 et 1979.
En 1992, au sein du premier gouvernement de Rafiq Hariri, il est nommé ministre de l’Industrie et du Pétrole, et ce, jusqu’en 1995, date à laquelle il se retire de la vie politique pour se consacrer à sa clinique et à sa carrière médicale.
À la suite de l’assassinat de Hariri en février 2005 et la démission du gouvernement de Omar Karamé, Najib Mikati est appelé en avril à former un gouvernement de technocrates et de personnalités indépendantes. Ghassan Salamé est nommé ministre de l’Education et de l’Instruction supérieure et ministre de la Culture. Mais il décline ces postes pour des raisons professionnelles et politiques. Dix jours plus tard, le 28 avril, Assaad Rizk est appelé à le remplacer et retrouve ainsi le gouvernement, jusqu’en juillet 2005.